# The Adventures of Greyfriars Bobby
The Adventures of Greyfriars Bobby (en español, Bobby, el guardián del cementerio), es un filme familiar de origen escocés exhibido en Estados Unidos en 2005, y en el Reino Unido en 2006. Fue dirigido por John Henderson, y se desarrolla en la ciudad escocesa de Edimburgo. La historia se desarrolla en torno a un perro de raza terrier llamado Bobby que no quiere dejar la tumba de su amo después de que este haya muerto. El perro deberá afrontar muchas dificultades para poder vivir su vida y seguir custodiando la tumba de su amo.

## Sinopsis
John Gray, capitán de la policía de Edimburgo, tiene un perro llamado Bobby al que permite ser amigo de un silencioso niño llamado Ewan. Cuando Grey muere y es enterrado en el Cementerio Greyfriars, el perro no deja la tumba de su fallecido amo, a pesar del cariño que siente por Ewan. El cuidador del cementerio Greyfriars, James Brown, le toma cariño a Bobby y le proporciona alimento y protección. Sin embargo, la promulgación de una nueva ley para perros en Escocia atenta contra la vida de Bobby y Ewan hará todo lo posible para salvar al perro, llegando al extremo de acudir al intendente de Edimburgo.

## Elenco
- James Cosmo como James Brown, el cuidador del cementerio.
- Oliver Golding como Ewan Adams.
- Gina McKee como Maureen Gray.
- Sean Pertwee como Duncan Smithie.
- Christie Mitchell como Mary McPherson.
- Greg Wise como el ministro Lee.
- Thomas Lockyer como John Gray.
- Christopher Lee como el Intendente.
- Ronald Pickup como Cecil Johnson.
- Ian Richardson como el juez.
- Ardal O'Hanlon como Tam.
- Kirstie Mitchell como Ada Adams.

## Páginas Externas
- Página oficial de la película (en inglés)
- Perfil de la película en IMDb

- Datos: Q1952460